# Rhaebus
Rhaebus (лат.) — жуков-зерновок единственный представитель подсемейства Rhaebinae Blanchard, 1845.

## Описание
Окраска жуков яркая, металлически зелёная или сине-зелёная. Голова направлена вперёд, нет заглазничных перетяжек. На вертлуге задних ног имеется сильный зубцевидный выступ. Задние бёдра самцов сильно вздуты или снизу с редким рядом тонких, коротких шипиков. Наружные покровы неплотные, тонкие, легко деформирующиеся. Надкрылья со слабо намеченными рядами точек, которые лишь чуть крупнее точек на промежутках между рядами. Переднеспинка заметно уже надкрылий, с боковой каймой, сглаженной у передних углов. Глаза слабовыпуклые, спереди, против места прикрепления усиков, есть небольшая вырезка. Задние тазики сравнительно небольшие, не длиннее первого стернита.

## Классификаиция
Включает три вида
- Rhaebus gebleri Fischer von Waldheim, 1825
- Rhaebus mannerrheimi Motschulsky, 1845
- Rhaebus solskyi Kraatz, 1879